# Robert Hampson
Robert Hampson (* 10. června 1965 Bromley) je anglický hudebník a hudební skladatel. Svou kariéru zahájil v roce 1986 jako člen skupiny Loop, se kterou vystupoval až do jejího rozpadu v roce 1991. V letech 1991 až 1992 hrál s kapelou Godflesh a hned poté založil spolu s Scottem Dowsonem projekt Main. Skupina ukončila svou činnost v roce 2006 a o čtyři roky byla opět obnovena s tím rozdílem, že Dowsona nahradil německý hudebník Stephan Mathieu. V roce 2013 byla obnovena skupina Loop. Během své kariéry vydal také několik sólových alb.

## Sólová diskografie
- Vectors (2009)
- Signaux (2012)
- Suspended Cadences (2012)
- Répercussions (2012)